# Claude Auguste Court
Claude Auguste Court (Saint-Cézaire-sur-Siagne, 24 settembre 1793 – Parigi, 21 gennaio 1880) è stato un militare e avventuriero francese.
Fu assunto dal maharaja Ranjit Singh del Punjab nel 1827 per organizzare e addestrare l'artiglieria. Fu promosso al grado di generale e fu uno dei principali ufficiali europei dell'esercito del Punjab.

## Primi anni
Figlio di Amboise Court e di Marguerite Diagues, passò tutta la giovinezza nel suo villaggio natale. Il 24 agosto 1812 entrò all'École Spéciale Militaire. Nominato sottotenente nel 15º Reggimento di linea il 30 gennaio 1813, raggiunge la sua unità il 9 febbraio 1813. Partecipò alle campagne napoleoniche degli anni 1813 e 1814. Dopo la sconfitta di Napoleone nella battaglia di Waterloo fu congedato dal servizio. Nel 1818 lasciò la Francia per Baghdad e si unì alle forze persiane, addestrate a Kermanshah da un gruppo di ex ufficiali dell'esercito napoleonico, tra cui Jean-Baptiste Ventura. Mentre si trovava in Persia, incontrò Paolo Avitabile, un avventuriero italiano, insieme al quale si diresse a Lahore, raggiungendola all'inizio del 1827.

## Servizio nell'esercito di Ranjit Singh
Il maharaja Ranjit Singh diede a Court un impiego nell'artiglieria che si addiceva al suo talento e alle sue conoscenze tecniche. Court fu responsabile dell'addestramento degli artiglieri, dell'organizzazione delle batterie e della creazione di arsenali e magazzini secondo le linee europee. Il Ranjit Singh aveva le sue fonderie per la fusione dei cannoni e per la fabbricazione delle granate: Court le supervisionava in collaborazione con il sardar Lehna Singh Majithia. Quando Court produsse il primo proiettile nella fonderia di Lahore, il maharaja gli conferì un premio di 30000 rupie e, quando produsse la miccia, fu ricompensato con un premio di 5000 rupie. Court riceveva uno stipendio di 2500 rupie al mese, oltre a un jagir.
Partecipò alla battaglia di Peshawar (1834) e alla battaglia di Jamrud (1837).
Fu promosso generale nel 1836.

## Ruolo durante la lotta per la successione di Ranjit Singh
Court continuò a servire lo Stato sikh dopo la morte di Ranjit Singh. Dopo la morte di Nau Nihal Singh, avvenuta il 5 novembre 1840, Court e Ventura si schierarono con Sher Singh, aiutandolo ad assediare il forte di Lahore, il 20 gennaio 1841.

## Vita successiva e morte

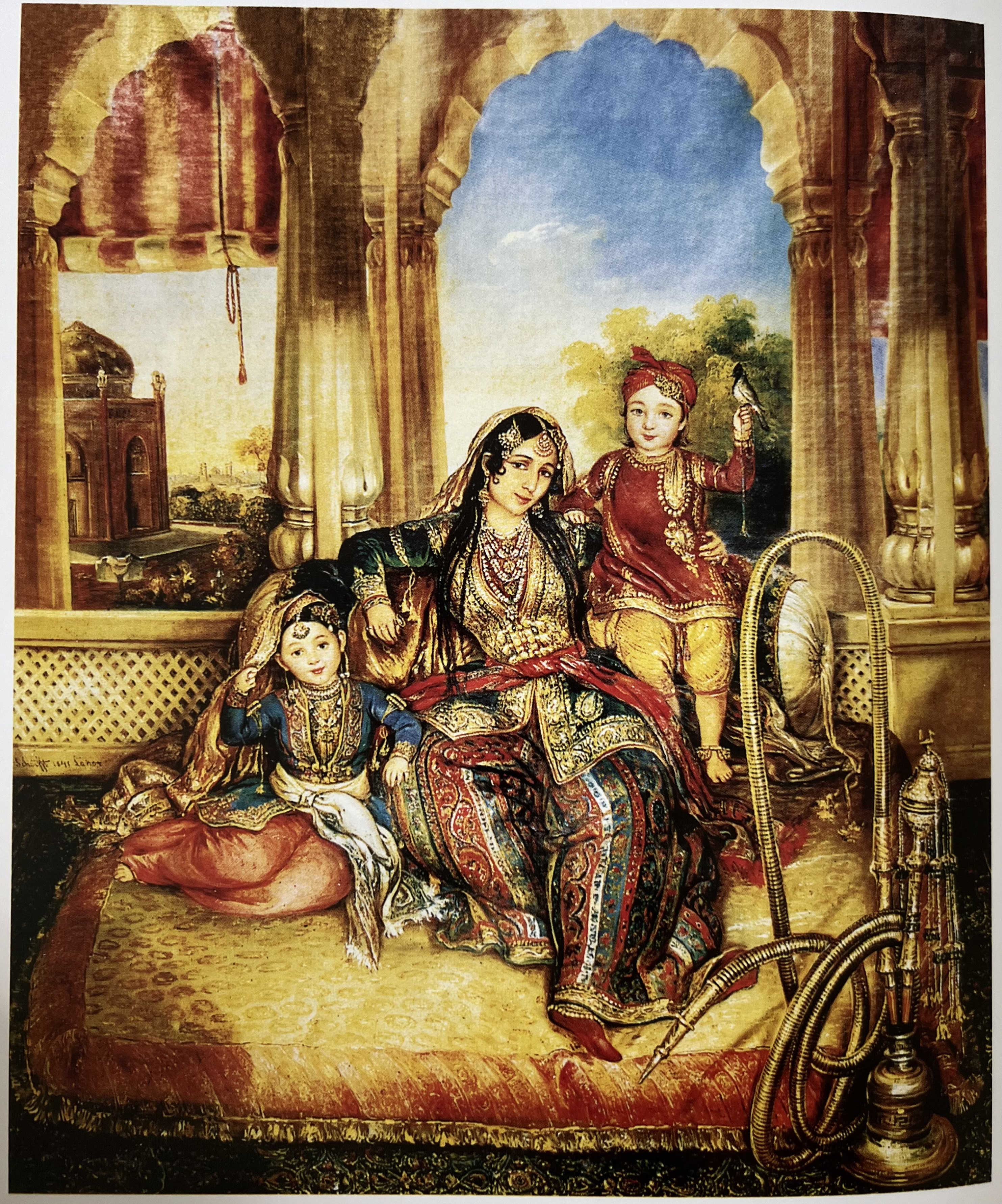
Quadro raffigurante la moglie punjabi del generale Claude Auguste Court, Fazli Azam, con i loro figli

Dopo l'assassinio di Sher Singh nel settembre 1843, fuggì a Ferozepur, in territorio britannico e, dopo essersi congedato dall'esercito sikh, nel 1844 si recò in Francia con la moglie punjabi Fezli Azam Joo e i figli. Acquistò una tenuta in campagna e una residenza a Parigi, dove visse fino alla morte, avvenuta nel 1880.

## Interesse per la numismatica

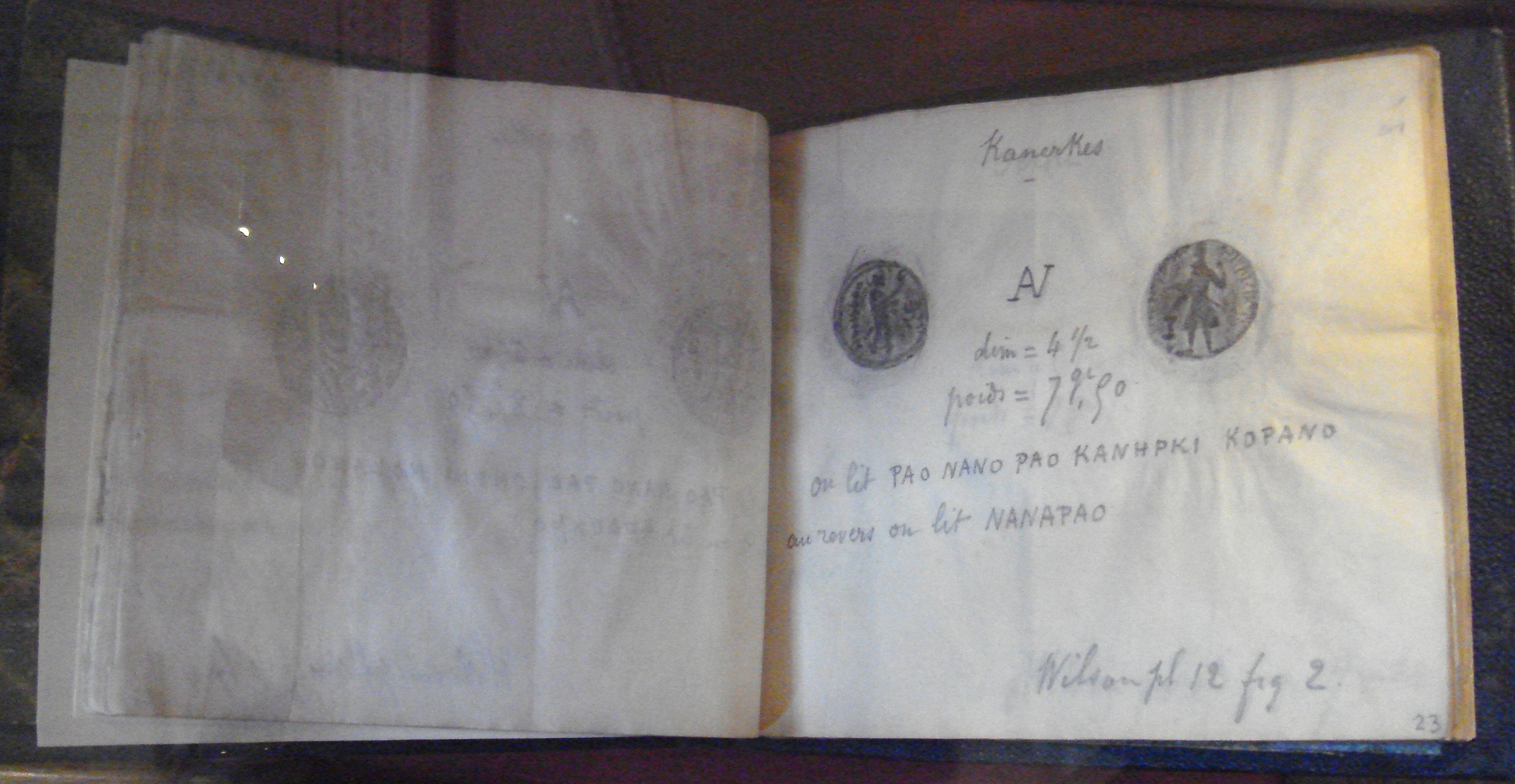
Libro di incisioni di monete Kushan, realizzate da Claude Auguste Court tra il 1827 e il 1844. British Museum

Court fu uno dei primi europei a interessarsi alle monete dell'Asia meridionale, che raccolse a partire dal 1829. Parte della collezione fu descritta nella Revue Numismatique del 1839 e Court parla della sua collezione di monete nei suoi preziosi Memoires pubblicati a Parigi nel 1856-57. Court morì a Parigi nel gennaio 1880 lasciando agli eredi la sua ricca collezione di monete. Da allora non si sa quasi nulla del suo destino, fino a quando tre album sono venuti alla luce in una vendita di libri inglese. Contenevano 627 ricalchi di monete, molte identificabili. Erano stati acquistati da un collezionista di monete, Alexander Cunningham, la cui collezione era stata acquisita dal British Museum nel 1888-1894. È possibile che Cunningham possedesse anche gli album.